# Buenos Aires (Murcia)
Buenos Aires es un barrio de la ciudad de Murcia (Región de Murcia, España) situado al sur de la misma. Junto a los barrios de El Carmen y  Nuestra Señora de la Fuensanta constituyen el Distrito El Carmen.

## Historia

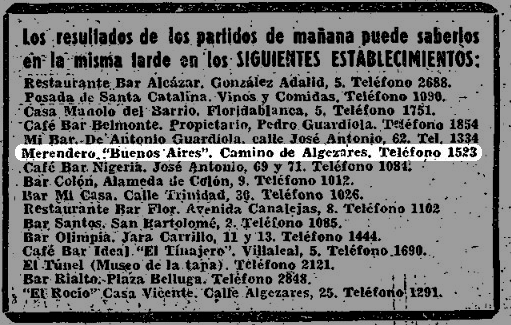
Anuncio en el periódico Línea (6-3-1943) para ver los resultados de los partidos de diferentes deportes jugados ese mismo día.

El origen del barrio estaría en un merendero llamado Buenos Aires, situado en el camino de Algezares (actual calle Torre de Romo), dando nombre a la actual calle Buenos Aires y posteriormente al barrio homónimo.

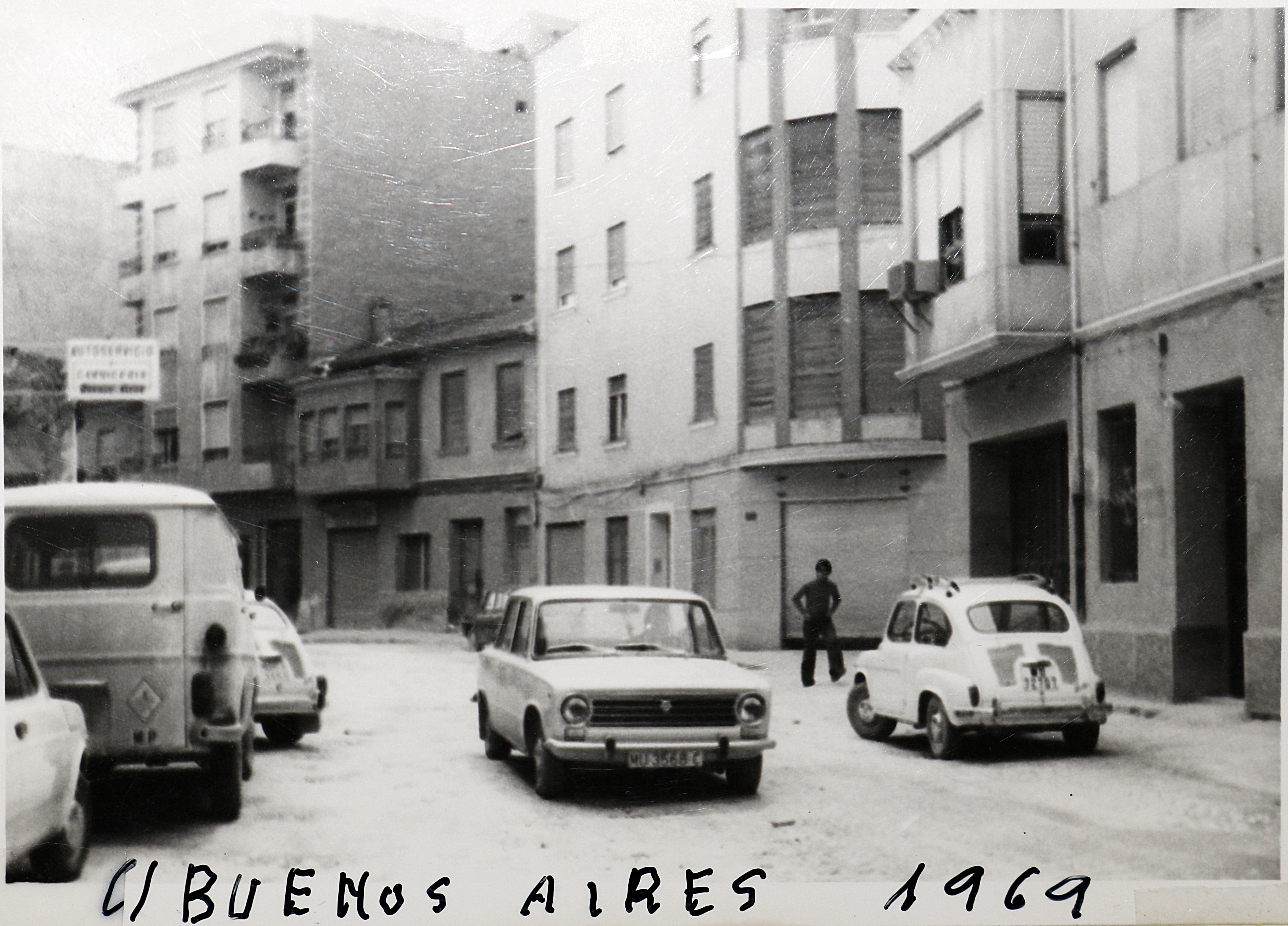
Vista de la entrada de la calle Buenos Aires desde Torre de Romo (antiguo camino de Algezares) - Año 1969

## Población
Según el INE, el número de habitantes en el barrio Buenos Aires es de 2 848 (INE 2022).

## Calles
Las calles que forman la Barriada Buenos Aires están delimitadas por las vías Torre de Romo, Pintor Pedro Flores y Clementes.
| Calles de la Barriada Buenos Aires |
| ---------------------------------- |
| Calle Buenos Aires (nº 1-16)       |
| Calle Regidor Alonso Fajardo       |
| Calle General Martín de la Carrera |
| Calle Obispo Pedro Barroso         |
| Calle Galicia                      |
| Calle Arcipreste Mariano Aroca     |
| Calle Obispo Pedro Gallego         |
| Calle Alameda Capuchinos           |
| Plaza Pintor Mariano Ballester     |
| Calle Alcalde Juan López Somalo    |
| Calle Clementes                    |
| Calle Pinto Pedro Flores           |
| Calle Torre de Romo                |
| Callejón del Quijero               |